# 朝日のあたる道
「朝日のあたる道 AS TIME GOES BY」（あさひのあたるみち アズ・タイム・ゴーズ・バイ）は、1994年4月27日に発売されたORIGINAL LOVE通算6作目のシングル。

## 解説
<朝日のあたる道>はアルバム『風の歌を聴け』からの先行シングル曲で、アルバム収録曲とテイク自体は同じだがミックスが異なり、エンディングが6秒ほど短い。田島貴男によれば曲も詞も素直に作ったとし、「自分のいちばん好きなメロディラインみたいなものだけを抽出していって、そしたらできあがったという。なんかね、すごくせつないメロディにしたかったんです。ちょっとだけ悲しい、みたいな。ここのところ、ノリとかグルーヴのほうにばかり気をとられていて、そういうせつなさって忘れていたんですよね」「思ったとおりのラヴ・ソングっていうのが書けたんじゃないかと思ってます。ポップスに真正面から取り組んでいるって感じでね。今までも真正面から取り組もう、取り組もうと思ってたんですけど、どこかで足をすくわれちゃったりしているような感覚があったんですよね、でも、この曲は真正面。できあがった時はすごく嬉しかったです」という。
なお、CMタイアップの話が先にあったため、15秒のサビ部分を先に作った上で曲全体を作ったという。また、レコーディングの際、締め切りが決まっていたにもかかわらず歌詞がなかなか書けず、それでも頑張って歌詞を書いたものの、スタッフにダメ出しされた挙句、最後には熱を出して倒れてしまい、点滴を打ちながらレコーディングをしたという。結局二週間ほどかけて歌詞を書き直したものが完成形となった。
ミュージック・ビデオはシカゴで撮影され、後にヴィデオ・クリップ集として発売された。
<心>も『風の歌を聴け』に収録されるが、アルバムとは別ミックス。この曲は「ギター一発で、口笛を入れて…、みたいな曲にしたいと最初から思っていた」とし、“誕生”ということを歌いたかったのだという。そして、歌詞の“新しい罪を握りしめて”という一節が気に入っていると答えている。
「朝日のあたる道（オリジナル・カラオケ）」は、1995年12月にリリースされたアーティスト非監修のボックス・セット『COLOR CHIPS ORIGINAL LOVE LEGEND 1991-1994』のオリジナル・カラオケ集“GREEN”に収録された。
両曲とも田島・木原龍太郎・小松秀行の3人に佐野康夫をレコーディング・メンバーに加えたラインアップでレコーディングされた。

## 収録曲
1. 朝日のあたる道 AS TIME GOES BY  –  (5'03")
  - 作詞 · 作曲：田島貴男、編曲：オリジナル・ラヴ
  - SHISEIDOヘアエッセンスシャンプー TVCFイメージソング
2. 心 ANGEL HEART  –  (5'40")
作詞 · 作曲：田島貴男、編曲：オリジナル・ラヴ
3. 朝日のあたる道（オリジナル・カラオケ） AS TIME GOES BY Instrumental Version  –  (5'03")

## レコーディング・メンバー
- ORIGINAL LOVE

田島貴男 : Vocals, Chorus, Guitar
木原龍太郎 : Keyboards
小松秀行 : Bass

### 朝日のあたる道 AS TIME GOES BY
- DRUMS : 佐野康夫
- PERC : 三沢またろう
- HORNS : 数原晋, 村田陽一, 竹野昌邦
- BELLS : 小松秀行

### 心 ANGEL HEART
- DRUMS : 佐野康夫
- PERC : 三沢またろう
- WHISTLE : 松田幸一
- HORNS : 数原晋, 村田陽一, 竹野昌邦
- GROCKEN : 田島貴男

## リリース日一覧
| 地域 | リリース日    | レーベル                | 規格          | カタログ番号 | 備考                                                    |
| ---- | ------------- | ----------------------- | ------------- | ------------ | ------------------------------------------------------- |
| 日本 | 1994年4月27日 | EASTWORLD ⁄ TOSHIBA EMI | 8cmCDシングル | TODT-3216    | タイトル・トラックのオリジナル・カラオケを含む3曲収録。 |

## カバー

### 朝日のあたる道 AS TIME GOES BY
| アーティスト | 収録作品（初出のみ）                       | 発売日        | 規格          | 品番                                       | 備考                                                                        |
| ------------ | ------------------------------------------ | ------------- | ------------- | ------------------------------------------ | --------------------------------------------------------------------------- |
| BOO          | ラララ・post soulman2                      | 2004年9月29日 | CD            | CTCR-14369                                 |                                                                             |
| metro trip   | LOVERS                                     | 2007年7月4日  | CD            | GNCL-1122                                  |                                                                             |
| OKYD         | Lovers Style〜90's Sweet Love Songs〜      | 2008年3月26日 | CD            | TECI-1174                                  |                                                                             |
| FINO         | STAY WITH YOU                              | 2009年1月21日 | CD            | TREES-001                                  |                                                                             |
| ミトカツユキ | LOVE MESSENGER〜COVER SONGS〜              | 2009年6月10日 | CD            | BVCL-7                                     |                                                                             |
| 原田知世     | What a Wonderful World with Original Love? | 2021年9月29日 | - CD+DVD - CD | - VIZL-1940【完全生産限定盤】 - VICL-65564 |                                                                             |
| 原田知世     | What a Wonderful World with Original Love? | 2023年4月12日 | 2LP           | NJS-766~7                                  | - Remastered & Cutting by 小鐡徹 (JVC MASTERING CENTER) - 限定1,000枚プレス |